# Hever (Kent)
Hever – wieś w Anglii, w hrabstwie Kent, w dystrykcie Sevenoaks. Leży 31 km na zachód od miasta Maidstone i 40 km na południowy wschód od centrum Londynu. Miejscowość liczy 1136 mieszkańców.